# Callerinnys fuscomarginata
Callerinnys fuscomarginata là một loài bướm đêm trong họ Geometridae.